# Amanda Kongshaug
Amanda Kongshaug, född 21 april 1993 i Önsta församling, Västmanlands län, är en svensk låtskrivare och sångerska.

## Låtar
- 2024 - Red Light, Omar Rudberg. Skriven tillsammans med Agrin Rahmani, Alex Shield, Charlotte Kjaer, Fredrik Gustafsson och Isaiah Tejada.
- 2024 - Amare (p.87), Salty Licorice. Skriven med Soha Akiles, Beatrice Jaksch, Gabriel Pettersson och mont Jake.
- 2024- North Sea Siren (p.78), Salty Licorice. Skriven med Soha Akiles och Mont Jake.
- 2024 – Snow In The Summer. Skriven tillsammans med Vilhelm Buchaus och Jacob Werner.
- 2024 – Dying Light. Skriven tillsammans med Vilhelm Buchaus och Jacob Werner.
- 2024 – Break My Heart Again. Skriven tillsammans med Vilhelm Buchaus och Jacob Werner.
- 2024 – My Mistake.  Skriven tillsammans med Vilhelm Buchaus och Jacob Werner.
- 2024- Little Lick, €uro Trash x Yellow Claw. Skriven med Anton Twile, Jim Taihuttu och Nils Rondhuis.
- 2024- I like it, Euro Trash & Almanac. Skriven tillsammans med Nils Rondhuis, Victor Melo, Caetano, Jim Taihuttu och Davi Alves da Silva Jr.
- 2024, Crush, Yellow Claw & Natte Visstick & RHYME. Official Soundtrack i 'Babygirl'. Skriven tillsammans med Nils Rondhuis, Jim Taihuttu, Natte Visstick, Uladzislau Kouchuk och Uladzislau Kulbitski.

### Hello Mello
- 2024 – Hearts Will Collide. Skriven tillsammans med Gustav Blomberg och Sixten Linton.

### Melodifestivalen
- 2022 – Moving Like That. Skriven tillsammans med Kristin Marie, Gustav Blomberg och Omar Rudberg.